# André Lebrun
Pour les articles homonymes, voir Lebrun.
André Lebrun, né le 25 juillet 1946 à Bruay-la-Buissière, est un homme politique français.

## Biographie
Lors des élections municipales de 2008, il soutient la candidature de Jérôme Dehaynin à Lannoy.